# Florian David Fitz
Pour les articles homonymes, voir Fitz.
Florian David Fitz né le 20 novembre 1974, à Munich en Allemagne, est un acteur, réalisateur et scénariste allemand.

## Biographie
Florian Ingo Ulrich Fitz alias Florian David Fitz, naît à Munich en Allemagne, le 20 novembre 1974. Il est le fils de Karlhans et Gabriele Fitz, un couple propriétaires d'un hôtel de Munich, qui est actuellement utilisé par sa sœur aînée, Stefanie. Il est issu d'une branche d'une famille d'artistes : il est le cousin germain de Michael Fitz et Lisa Fitz (de) et a un lien de parenté avec Hans Fitz (de).
Après le lycée, il sort diplômé en 1998, du Conservatoire de Boston à Boston, où il avait reçu une bourse d'études. Après avoir obtenu son diplôme, il s'installe à New-York pendant un an, où il travaille en tant que serveur chez Christie's. En plus de sa vie universitaire, il a écrit plusieurs quatuors et fonde un groupe A-Capella et il a ensuite fait une tournée en tant que membre d'une troupe de théâtre anglaise pour The Rocky Horror Show, où il a fait des tournées en Italie, en Autriche, en Suisse et en Allemagne. Souhaitant revenir dans son pays natal, il s'installe à Munich et prend des cours de théâtre avec l'actrice Helga Engel à l'école Otto-Falckenberg-Schule (de).
Interrogé sur ses croyances lors du tournage du film Jesus liebt mich (de), il se déclare athée, bien qu'il ait grandi dans la religion catholique. Il parle couramment allemand (sa langue maternelle), anglais et espagnol. Lors d'une interview, il déclare que sa cicatrice sur le nez provient d'un accident domestique lorsqu'il avait quinze ans.

## Carrière

### Débuts télévisuels et cinématographique (2000-2007)
En 2000, il commence sa carrière d'acteur à la télévision dans un épisode de la série télévisée Der Bulle von Tölz. À cette époque, il est sous le nom de Florian Fitz Jr. mais pour éviter toute confusion avec l'acteur Florian Fitz (de), il change son nom de scène pour Florian David Fitz. Il joue la même année dans le téléfilm Das Psycho-Girl de Martin Weinhart.
En 2002, il joue son premier rôle principal dans la série télévisée dramatique Verdammt verliebt, où il interprète Tom Severin. L'année suivante il joue dans le film Le Triomphe de la passion de Vivian Naefe.
En 2004, il interprète le petit-ami de Léna, l'une des trois personnages principaux du film Girls and Sex 2. Toujours en 2004, il joue dans un épisode des séries télévisées Les Allumeuses et Einmal Bulle, immer Bulle.
L'année suivante, il décroche le rôle de Malte dans la série télévisée LiebesLeben puis joue dans deux téléfilms : Liebe hat Vorfahrt (de) et Ausgerechnet Weihnachten.
En 2006, il enchaîne trois téléfilms : Quand la vie recommence, Meine verrückte türkische Hochzeit (de) et Léon & Lara.

### Révélation internationale et confirmation critique et commerciale (2008-2015)

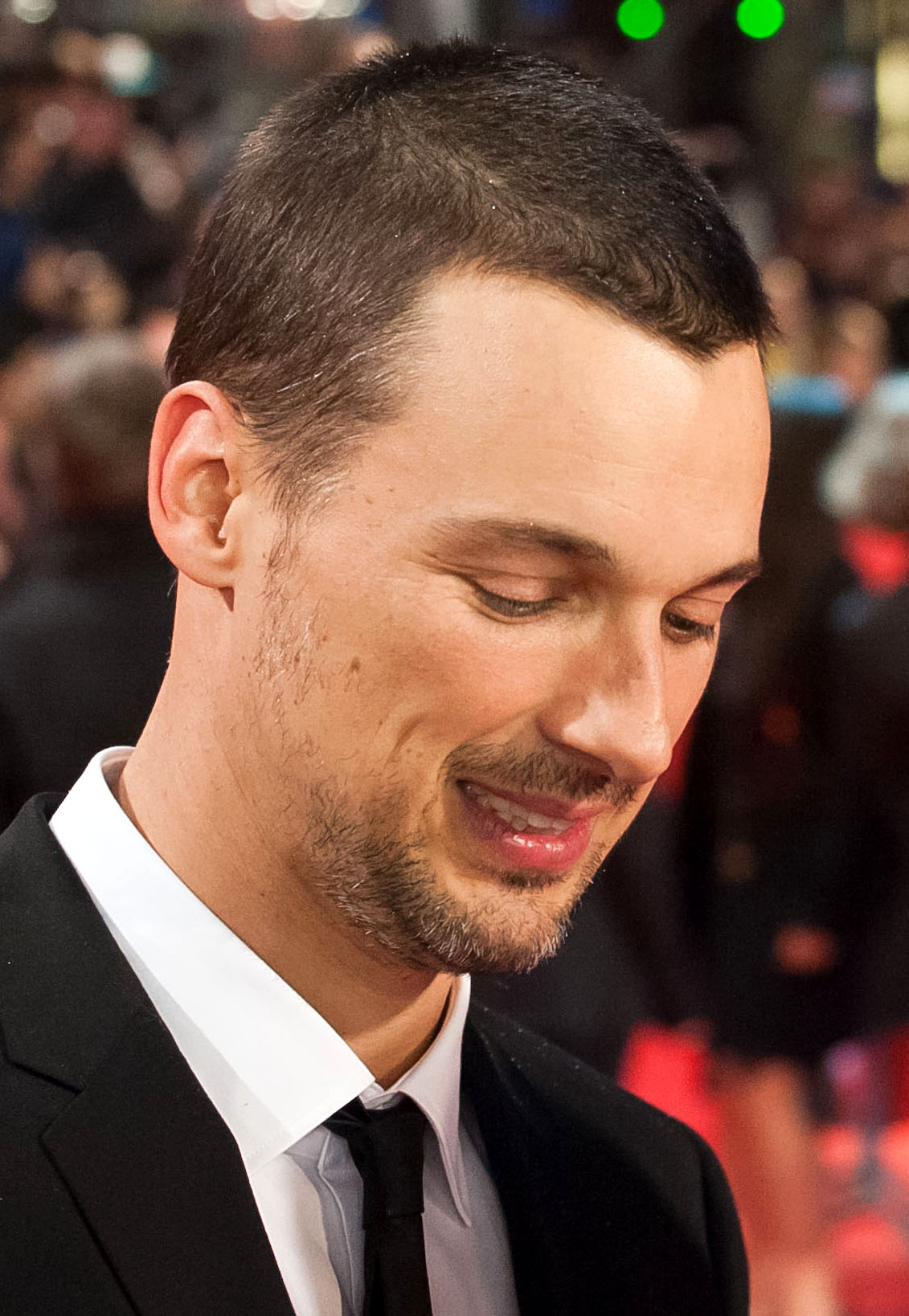
Florian David Fitz lors du Berlinale 2013.

En 2008, il obtient une consécration en Allemagne et dans d'autres pays d'Europe comme la France, en jouant le Dr Marc Olivier Meier dans la série télévisée Le Journal de Meg, aux côtés de Diana Amft et Kai Schumann. La série est diffusée entre le 23 juin 2008 et le 14 février 2011 sur RTL puis en France, en juin 2011 sur TF1. Pour ce rôle, il va être nommé au Deutscher Fernsehpreis 2008 (de), au Bambi et au Jupiter Awards, dans la catégorie « Meilleur acteur ».
En 2009, c'est en jouant dans le film Männerherzen (de), aux côtés de Til Schweiger et Christian Ulmen, qu'il se fait remarquer.

En 2010, il joue dans le film Vincent, ses amis et sa mer, où il est aussi scénariste. Dans ce film, il incarne le rôle de Vincent, un jeune homme souffrant du syndrome de Gilles de La Tourette. La sortie nationale allemande a eu lieu le 22 avril 2010 et le film a cumulé 1 109 849 entrées, ce qui en fait le troisième film germanophone du box-office de l'année 2010.

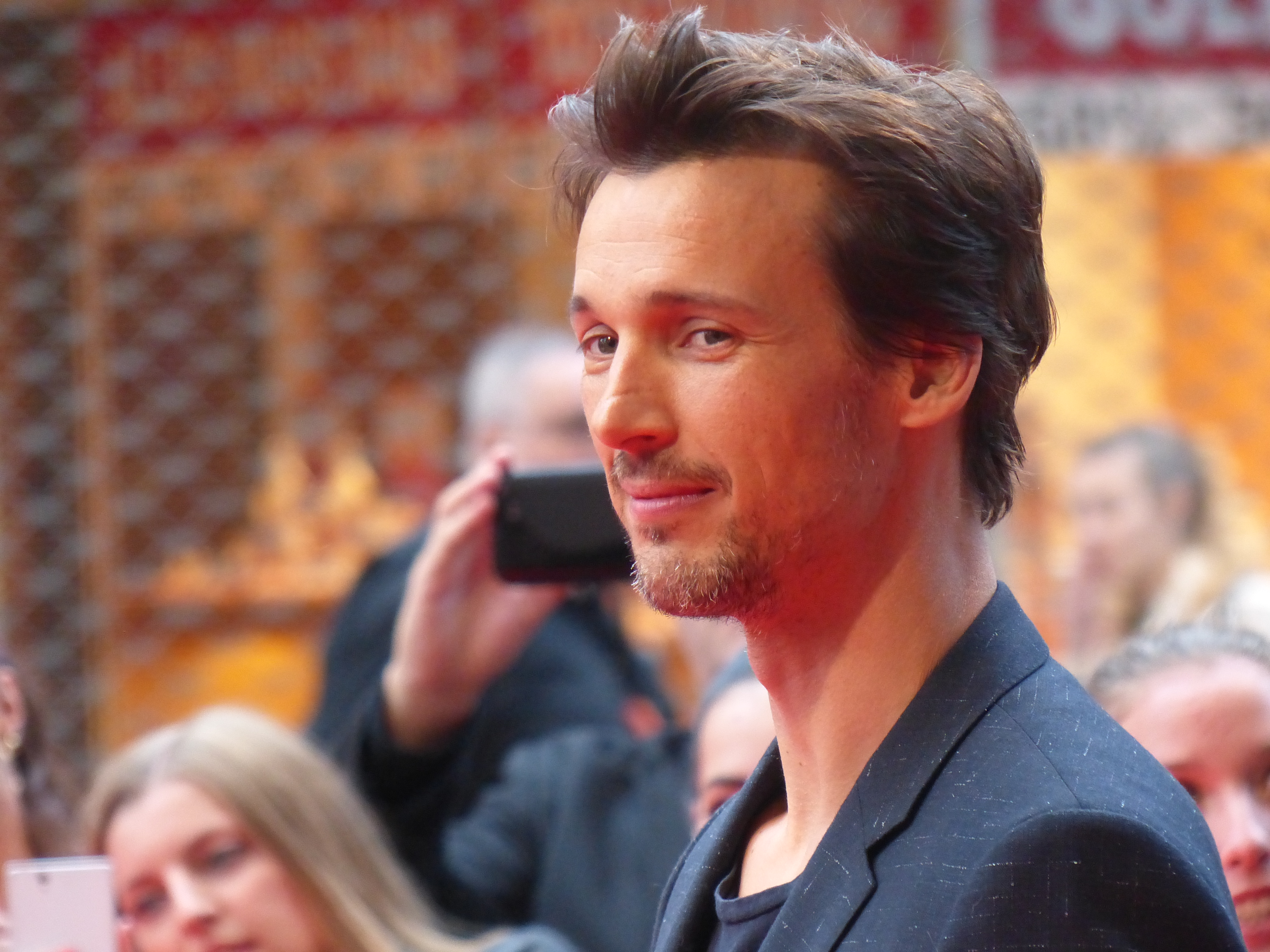
Florian David Fitz lors de l'avant première de Les Amitiés invisibles en juin 2015.

L'année suivante, il interprète Vincent Stein dans le film dramatique Der Brand (de) de Brigitte Maria Bertele. Le site journalier Berliner Zeitung, certifie le film "d'une grande qualité", ainsi qu'une "représentation sobre et non mélodramatique" de l'événement. Il joue pour la deuxième fois le rôle de Niklas Michalke dans la comédie Männerherzen … und die ganz ganz große Liebe (de).
En 2012, il incarne le mathématicien, astronome et physicien allemand Carl Friedrich Gauss, dans l'adaptation du roman de Daniel Kehlmann. Toujours en 2012, Florian David Fitz réalise pour la première fois, dans le film Jesus liebt mich (de). Il tient aussi le rôle principal dans le film et celui de scénariste. Le film obtient de bonnes critiques et la comédie a été classée 21e des productions cinématographiques allemandes les plus regardées de 2012. Le site allemand Filmstarts déclare : « Florian David Fitz réussit avec la comédie romantique Jesus liebt mich, un début de metteur en scène convaincant, qui plaît à la performance, au charme et à l'esprit, tout en ayant pu tolérer plus de fraîcheur narrative et d'épice satirique ».
En 2014, il joue dans la tragédie-comédie Tour de Force, aux côtés de Julia Koschitz, Miriam Stein et Volker Bruch et dans le film réalisé par Christoph Hochhäusler, Les Amitiés invisibles.

### Tête d'affiche (depuis 2016)

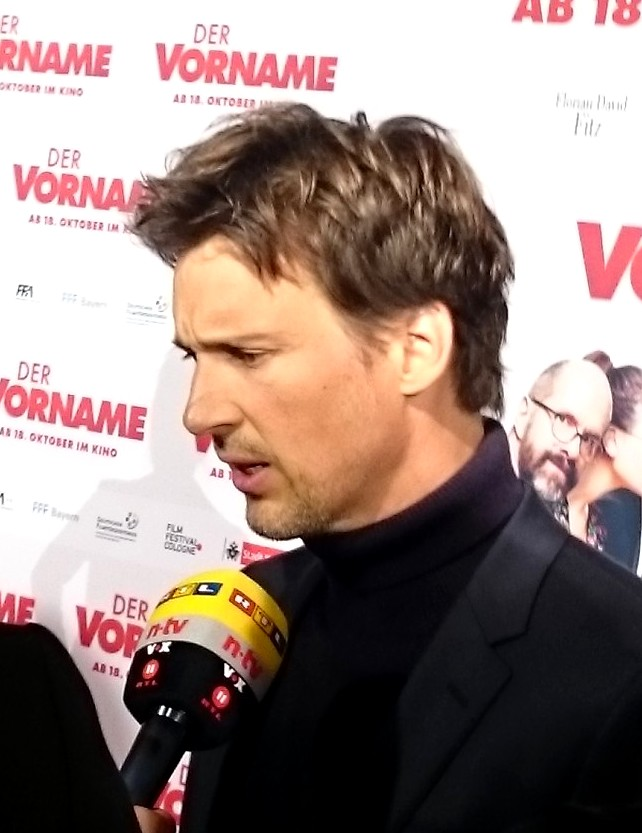
Florian David Fitz lors de l'avant première de ' en octobre 2018.

Il réalise, scénarise et joue dans la comédie Der geilste Tag (de), au côté de Matthias Schweighöfer. Le film sort le 25 février 2016, en Allemagne. La même année, il interprète, Erich Kästner, dans le téléfilm Kästner und der kleine Dienstag de Wolfgang Murnberger et joue dans la comédie Willkommen bei den Hartmanns, aux côtés de Senta Berger, Heiner Lauterbach et Elyas M'Barek. Le film a reçu des critiques positives. Il a atteint le « meilleur départ » d'une production cinématographique allemande en 2016.
En 2018, il est à la tête de deux comédies. Der Vorname (de) sort en octobre et reçoit des critiques positives. Le Rheinische Post déclare : « C’est amusant, car le scénario est astucieusement construits, les dialogues astucieux développent de façon répétée des pouvoirs explosifs surprenants et l’ensemble se met au travail avec amusement et précision ». En décembre, Florian David Fitz réalise et écrit son troisième film 100 Dinge. Il y interprète également l'un des rôles principaux, au côté de Matthias Schweighöfer. Le film raconte l'histoire de deux meilleurs amis, qui décident pendant une soirée arrosée de renoncer à toutes leurs possessions pour cent jours, et de récupérer un seul de leurs objets par jour. Avec 200 000 visiteurs et environ 1,75 million d’euros de chiffre d’affaires dans 599 cinémas, il occupe la troisième place du palmarès du cinéma allemand.

## Implications humanitaires
Florian David Fitz est engagé depuis avril 2010 en tant que protecteur de l'association caritative InteressenVerband Tic & Tourette-Syndrom e.V, qui a pour tâche d'améliorer la vie des personnes atteintes par la Maladie du syndrome Gilles de la Tourette. Il soutient également l'association à but non lucratif Allgemeinhilfe Tic & ADHS e.V., qui est spécialisée dans l'aide des cas isolés par ce syndrome et ce depuis juillet 2010.

## Filmographie

### En tant qu'acteur

#### Cinéma

##### Longs métrages
- 2001 : Hawaiian Gardens de Percy Adlon
- 2001 : Ice Planet (en) : Sam Rainsey
- 2003 : Le Triomphe de la passion de Vivian Naefe : Kai Wendlandt
- 2004 : Girls and Sex 2 (Mädchen, Mädchen 2 - Loft oder Liebe) de Peter Gersina : Lukas
- 2005 : 3e kälter (de) de Florian Hoffmeister : Olli
- 2009 : Männerherzen (de) de Simon Verhoeven (de) : Niklas Michalke
- 2010 : Vincent, ses amis et sa mer (Vincent will Meer) de Ralf Huettner : Vincent
- 2011 : Der Brand (de) de Brigitte Maria Bertele : Valentin Stein
- 2011 : Männerherzen … und die ganz ganz große Liebe (de) de Simon Verhoeven : Niklas Michalke
- 2012 : Les Arpenteurs du monde (Die Vermessung der Welt) de Detlev Buck : Carl Friedrich Gauß
- 2012 : Jesus liebt mich (de) de lui-même: Jeshua
- 2013 : Da geht noch was (de) de Holger Haase : Conrad Schuster
- 2014 : Lügen und andere Wahrheiten de Vanessa Jopp : Andi
- 2014 : Tour de Force (Hin und Weg) de Christian Zübert : Hannes
- 2014 : Les Amitiés invisibles (Die Lügen der Sieger) de Christoph Hochhäusler : Fabian Groys
- 2016 : Der geilste Tag (de) de lui-même : Benno
- 2016 : Willkommen bei den Hartmanns de Simon Verhoeven (de) : Philipp Hartmann
- 2018 : Der Vorname de Sönke Wortmann : Thomas Böttcher
- 2018 : 100 Dinge de lui-même : Paul
- 2019 : Das perfekte Geheimnis de Bora Dagtekin : Pepe Deneke

- 2022 : Oskars Kleid de Hüseyin Tabak : Vater
- 2022 : Der Nachname de Sönke Wortmann : Thomas

##### Court métrage
- 2003 : Shit Happens de Clemens Pichler : Robin

#### Télévision

##### Séries télévisées
- 2000 : Der Bulle von Tölz : Flo Scherer (1 épisode)
- 2002 : Verdammt verliebt : Tom Severin (rôle principal, 26 épisodes)
- 2001 : Polizeiruf 110 (Épisode: Angst um Tessa Bülow)
- 2004 : Les Allumeuses : Florian (1 épisode)
- 2004 : Einmal Bulle, immer Bulle : Oliver Pfahl (1 épisode)
- 2005 : LiebesLeben : Malte (rôle récurrent, 11 épisodes)
- 2005 : Rosamunde Pilcher : Morris Green (1 épisode)
- 2005 / 2007 : Soko brigade des stups (SOKO 5113) : Rollo Hofer / Sascha Jendras (2 épisodes)
- 2009 : Nachtschicht – Wir sind die Polizei : Kraut (1 épisode)
- 2009 : Die Wölfe : Thomas Feiner (2 épisodes)
- 2007-2009 : Doctor Martin : Nils Breitens (11 épisodes)
- 2008-2011 : Le Journal de Meg : Dr Marc Olivier Meier (rôle principal, 22 épisodes)
- 2024 : The Signal  : Sven

##### Téléfilms
- 2000 : Das Psycho-Girl de Martin Weinhart : Kevin
- 2005 : Liebe hat Vorfahrt (de) de Dietmar Klein : Robert Mayer
- 2005 : Ausgerechnet Weihnachten de Gabriela Zerhau : Fritz
- 2006 : Quand la vie recommence (Eine Chance für die Liebe) de Dirk Regel : Alexander Roller
- 2006 : Meine verrückte türkische Hochzeit (de) de Stefan Holtz : Götz Schinkel
- 2006 : Léon & Lara de Britta Sauer : Léon
- 2007 : Noch einmal zwanzig sein de Bettina Woernle : Hans Klein
- 2007 : Fast ein Volltreffer de Oliver Dommenget : Timo Hagemann
- 2008 : Sur un air de tango (Die Liebe ein Traum) de Xaver Schwarzenberger : Max Lessing
- 2010 : Amigo, la fin d'un voyage (Amigo - Ankunft Bei Tod) de Lars Becker : Jupp Sauerland
- 2016 : Terror – Ihr Urteil (de) de Lars Kraume : Lars Koch
- 2016 : Kästner und der kleine Dienstag de Wolfgang Murnberger : Erich Kästner

#### Doublage
- 2012 : Les Cinq Légendes (Die Hüter des Lichts) : Jack Frost (voix allemande)
- 2017 : Mes vies de chien (Bailey – Ein Freund fürs Leben) : Bailey, le chien (voix allemande)

### En tant que réalisateur
- 2012 : Jesus liebt mich (de)
- 2016 : Der geilste Tag (de)
- 2018 : 100 Dinge

### En tant que scénariste
- 2010 : Vincent, ses amis et sa mer
- 2012 : Jesus liebt mich (de)
- 2013 : Da geht noch was (de)
- 2016 : Der geilste Tag (de)
- 2018 : 100 Dinge
- 2022 : Oskars Kleid

## Distinctions

### Nominations
- 2008 : Prix de la télévision allemande (de) du meilleur acteur pour Le Journal de Meg.
- 2009 : Bambi du meilleur acteur pour Le Journal de Meg.
- 2011 : Bayerischer Fernsehpreis (de) du meilleur acteur dans une série télévisée pour Le Journal de Meg.
- 2011 : Deutscher Filmpreis du meilleur scénario pour Vincent, ses amis et sa mer.
- 2012 : Jupiter Awards du meilleur acteur allemand dans une série télévisée pour Le Journal de Meg.
- 2013 : Romy de l'acteur préféré pour Les Arpenteurs du monde.
- 2013 : Bambi du meilleur film pour Jesus liebt mich (de).
- 2015 : Romy de l'acteur préféré pour Tour de Force.
- 2016 : Bambi du meilleur film pour Der geilste Tag (de).
- 2016 : Jupiter Awards du meilleur acteur allemand pour Les Amitiés invisibles.
- 2017 : Jupiter Awards du meilleur acteur allemand pour Der geilste Tag (de).
- 2018 : Romy de l'acteur préféré pour Kästner und der kleine Dienstag.
- 2018 : Festival de télévision de Monte-Carlo du meilleur acteur dans un programme de fiction long pour Kästner und der kleine Dienstag.

### Récompenses
- 2007 : Prix Adolf-Grimme du meilleur ensemble pour Meine verrückte türkische Hochzeit (de).
- 2010 : Bambi du meilleur acteur pour Vincent, ses amis et sa mer.
- 2011 : Bayerischer Filmpreis de la meilleure performance dans un rôle principal et du meilleur scénario pour Vincent, ses amis et sa mer.
- 2011 : Deutscher Filmpreis de la meilleure performance dans un rôle principal pour Vincent, ses amis et sa mer.
- 2013 : Jupiter Awards du meilleur film pour Jesus liebt mich (de).
- 2015 : Jupiter Awards du meilleur acteur allemand pour Tour de Force.
- 2016 : Romy du meilleur scénario pour Der geilste Tag (de).
- 2017 : Bambi du meilleur film et casting pour Willkommen bei den Hartmanns.

## Voix françaises
En France, Loïc Guingand est la voix française ayant le plus doublé Florian David Fitz.
| En France - Loïc Guingand dans : - Lügen und andere Wahrheiten - Amigo, la fin d'un voyage (téléfilm) | et aussi - Alexandre Crépet dans Le Journal de Meg (série télévisée) |